# Liste der Bezirke in Bulgarien
Der bulgarische Zentralstaat besteht seit 1999 aus 28 Verwaltungsbezirken (Oblaste). Der Verwalter jedes Verwaltungsbezirks wird von der Regierung in der Regel für eine Zeitspanne von 4 Jahren eingesetzt. Die Oblaste in Bulgarien sind folgende:
Hauptartikel: Verwaltungsgliederung Bulgariens
- Blagoewgrad (Благоевградска)
- Burgas (Бургаска)
- Chaskowo (Хасковска)
- Dobritsch (Добричка)
- Gabrowo (Габровска)
- Jambol (Ямболска)
- Kardschali (Кърджалийска)
- Kjustendil (Кюстендилска)
- Lowetsch (Ловешка)
- Montana (Монтанска)
- Pasardschik (Пазарджикска)
- Pernik (Пернишка)
- Plewen (Плевенска)
- Plowdiw (Пловдивска)
- Rasgrad (Разградска)
- Russe (Русенска)
- Schumen (Шуменска)
- Silistra (Силистренска)
- Sliwen (Сливенска)
- Smoljan (Смолянска)
- Oblast Sofia (Софийска област)
- Sofia-Stadt (София - град)
- Stara Sagora (Старозагорска)
- Targowischte (Търговищка)
- Warna (Варненска)
- Weliko Tarnowo (Великотърновска)
- Widin (Видинска)
- Wraza (Врачанска)